# Santa Maria Regina dei Cuori
Santa Maria Regina dei Cuori ou Igreja de Nossa Senhora Rainha dos Corações é uma igreja de Roma, Itália, localizada no rione Ludovisi, na esquina da via Sardegna com a via Romagna. É dedicada a Nossa Senhora e uma igreja anexa da paróquia de Santa Teresa d'Avila.

## História
Esta igreja e o convento vizinho, dos Padres de Montfort, foi construída entre 1903 e 1913 pelo arquiteto Tullio Passarelli em estilo neo-românico. A fachada, em terracota, ostenta um arco protuberante sobre o portal principal, separado por uma cornija denticulada. Na luneta está uma "Anunciação".
O interior apresenta uma nave única. De particular importância são os vitrais coloridos e, no altar-mor, uma peça-de-altar em mármore representando a "Madona com o Menino adorada por São Luís de Montfort e o Anjo Gabriel", obra de Paul Bartolini; o coro em madeira entalhada é de Francesco Militia.